# Peștera Urșilor
Peștera Urșilor (deutsch Bärenhöhle) ist eine der bekanntesten Höhlen in Rumänien und liegt im Kreischgebiet, im Westen von Siebenbürgen, ungefähr 75 Kilometer südöstlich der Kreisstadt Oradea im Kreis Bihor in der Nähe der Gemeinde Pietroasa, Ortsteil Chișcău.

## Höhle
Die Höhle ist eine kommerzielle Touristenattraktion und lockt seit ihrer Freigabe im Juli 1980 Menschen aus aller Welt an. Sie besteht aus drei übereinander liegenden Galerien, von denen nur die oberste als Schauhöhle hergerichtet wurde. Die beiden unteren Galerien bleiben wissenschaftlichen Untersuchungen vorbehalten.
Die Höhle zeigt eine in ihrer Schönheit und Vielzahl der Formen beeindruckende Tropfsteinwelt. Höhepunkt jeder Führung ist jedoch der Besuch eines versteinerten Skeletts eines Höhlenbären (Ursus spelaeus). Dieses Skelett ist vollständig erhalten und befindet sich dort seit etwa 15.000 Jahren.
Die Bärenhöhle aus Chişcău, Kreis Bihor, wurde zufällig im Jahr 1975 entdeckt. Als Folge der lokalen Minenerforschung wurde die Öffnung zur unterirdischen Ebene durch die Sprengung des Eingangs hergestellt. Der Minenarbeiter Traian Curta war derjenige der zuerst in diese Höhle geklettert ist, er ging durch die Galerie bis in den großen Saal der Höhle. Es folgten neue Erforschungen der Höhle seitens der Gruppe von Speläologieamateuren Speodava aus Ştei, danach von den Spezialisten des Institutes für Speläologie Emil Racoviţă, in Zusammenarbeit mit den Vertretern des Museums Ţării Crişurilor aus Oradea. In dem Jahr 1980, nach fünf Jahren der Erforschung und Einrichtung, wurde die Bärenhöhle für Besuche eröffnet.
Die Bärenhöhle besteht aus vier Hauptgalerien: Galeria Oaselor (die Galerie der Knochen), die Galerie Emil Racoviţă, Galeria Lumânărilor (die Galerie der Kerzen) und die Galeria Ştiinţifică (wissenschaftliche Galerie). Der Zugang zu der wissenschaftlichen Galerie, befindlich in der Fortsetzung der Galerie Emil Racoviţă und zugänglich nur durch einen Schacht von 30 m, ist für die Berufsspeologen bestimmt. In den drei Hauptgalerien der Bärenhöhle die dem Publikum zugänglich sind, können sie Reste des Höhlenbärs durch eine große Anzahl von Fossilien entdecken, die der Höhle auch ihren Namen gegeben haben, aber auch unterschiedliche beeindruckende Formationen wie Stalaktiten und Stalagmiten; einige davon erhielten auch Namen für ihre Merkmale, wie zum Beispiel: Palatul Fermecat (der verzauberte Palast), Căsuţa Piticilor (das Haus der Zwerge), Lacul cu Nuferi (der See mit den Seerosen), Sfatul Bătrânilor (der Rat der Alten) und so weiter.
Die Höhle wurde bei Steinbrucharbeiten entdeckt und dem Institut für Höhlenkunde Emil Racoviță gemeldet. Sie wurde unter Naturschutz gestellt.
Die Schauhöhle kann ohne Einschränkungen und technische Hilfsmittel betreten werden. Die Führung erfolgt in den Abschnitten
- Galeria „Urșilor“ (Bärengalerie)
- Galeria „Emil Racoviță“ (Galerie des Emil Racoviță, Würdigung eines bedeutenden rumänischen Höhlenforschers)
- Galeria „Lumânărilor“ (Wachskerzengalerie)
- Sala Lumânărilor  (Saal der Wachskerzen-Tropfsteingebilde)
- Sala Spaghetelor (Saal der Spaghetti-Tropfsteingebilde)
- Sala Oaselor  (Saal der Knochen) mit dem Bärenskelett

## Fotogalerie

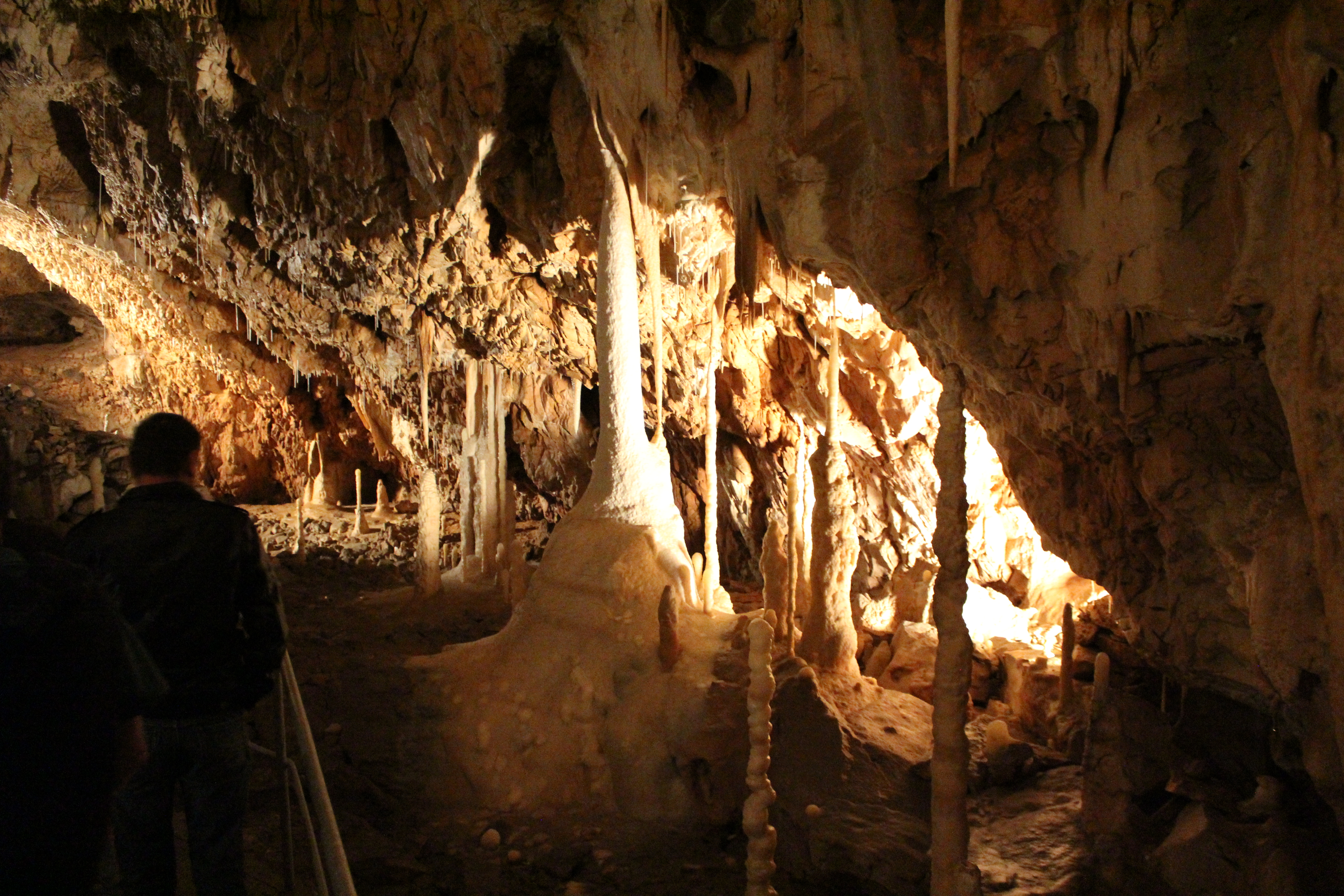
Tropfsteinen
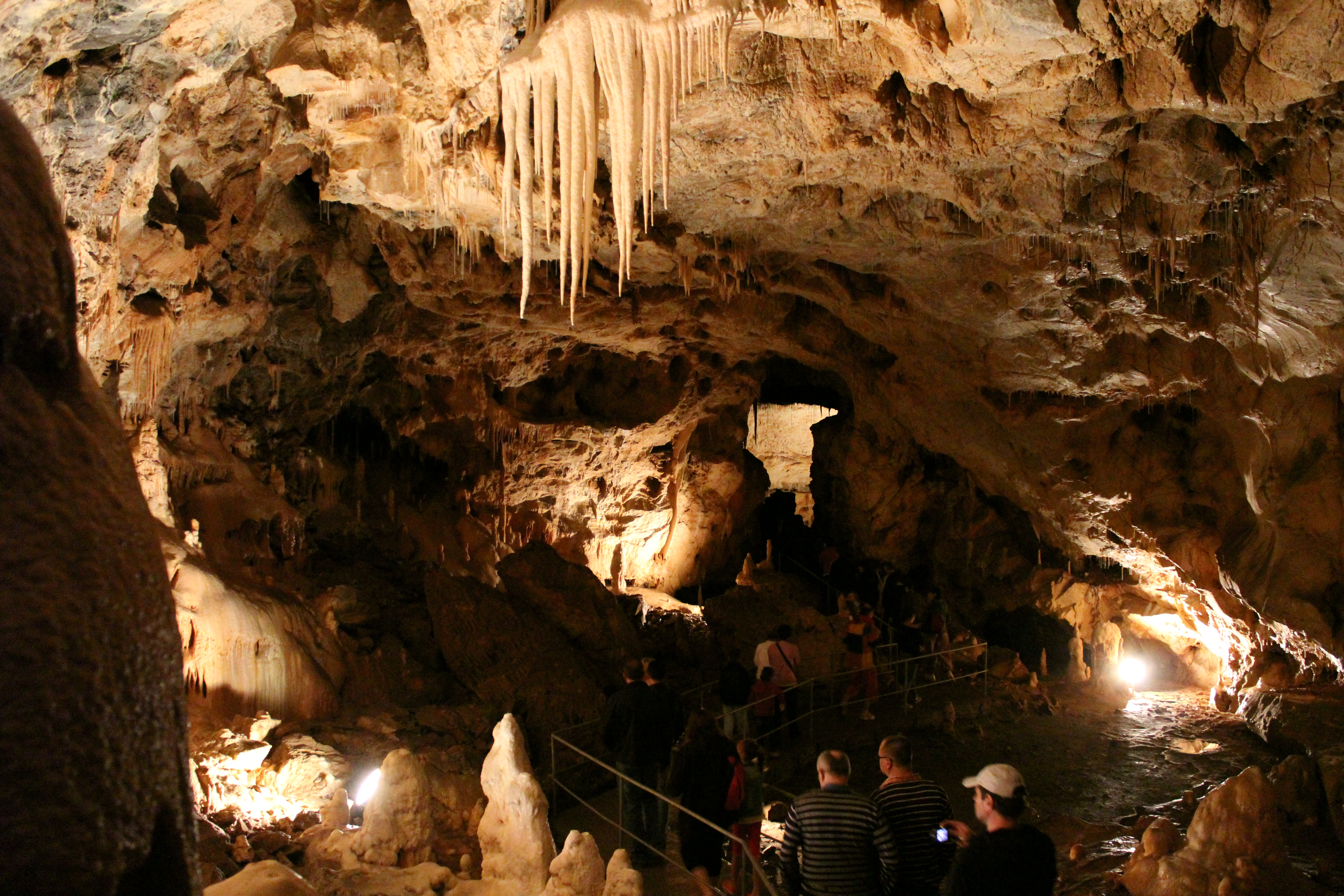
Inneren der Höhle
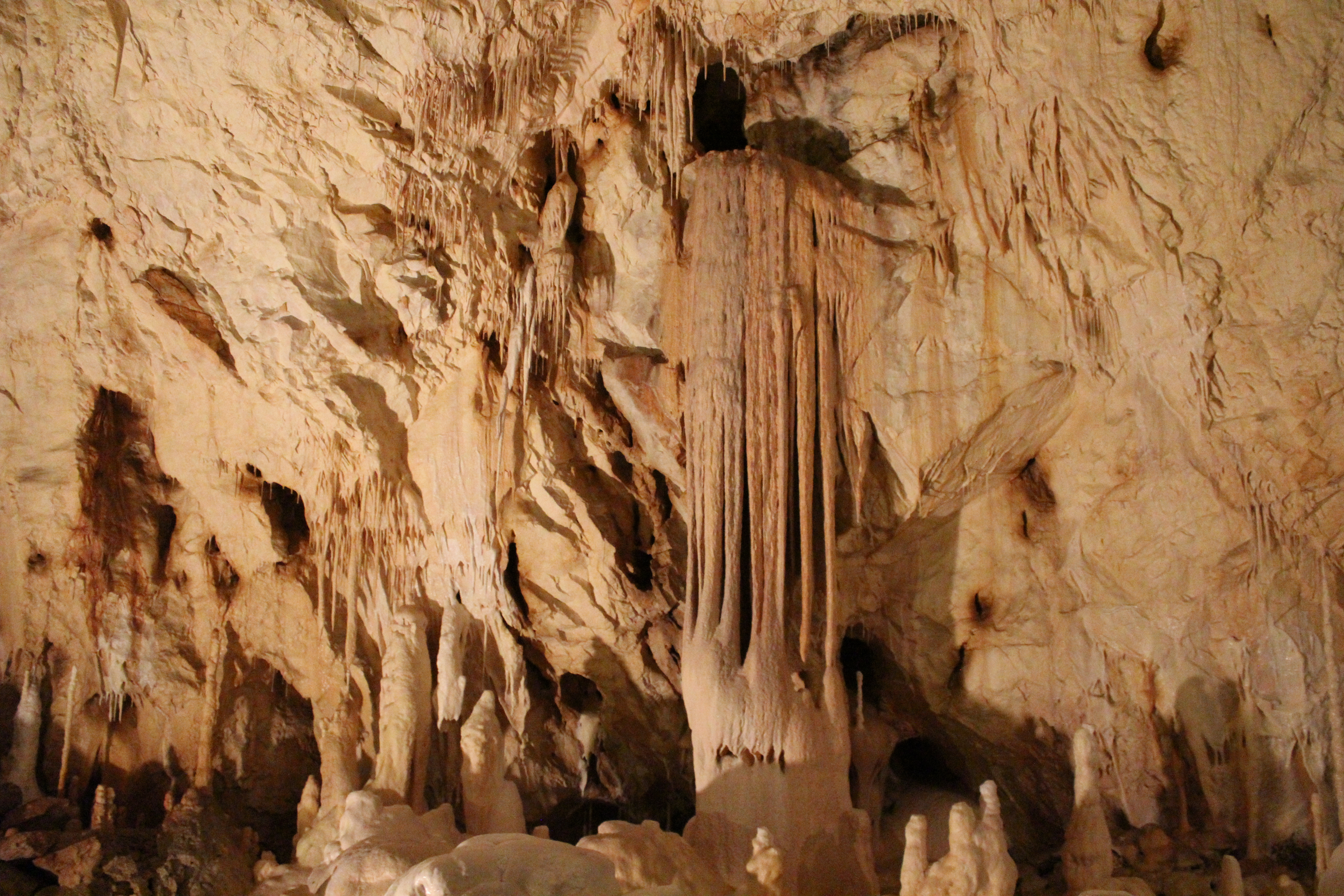
Tropfsteinsäule (Stalagnat)
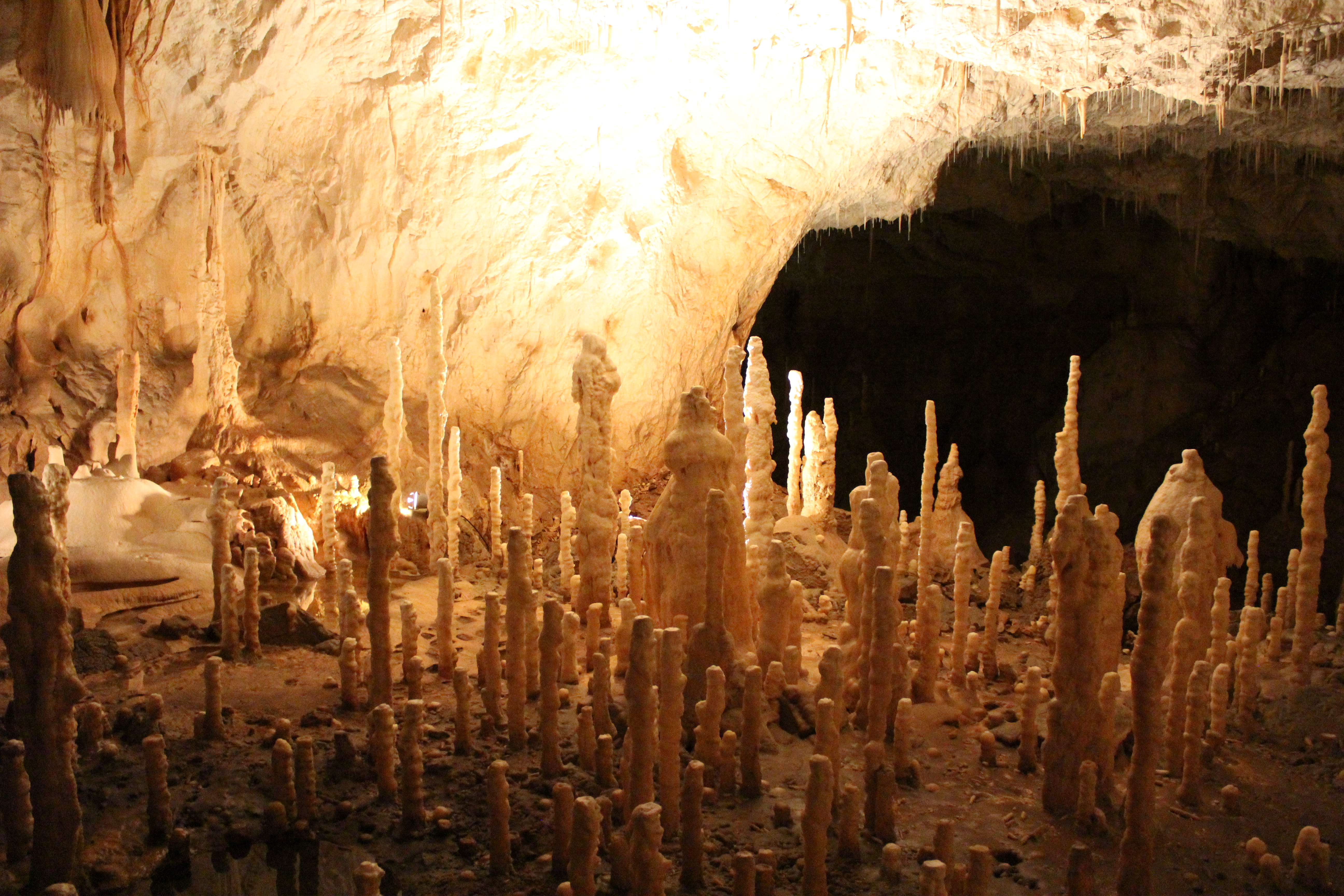
Stalagmiten und Stalaktiten